# San Martín (Buenos Aires)
General San Martín – miasto w Argentynie, położone w północnej części prowincji Buenos Aires.

## Opis
Miejscowość została założona 25 lutego 1864 roku. Patronem General San Martín jest Święty
Antoni z Padwy. Przez miasto przebiega droga krajowa-RN8.

## Gospodarka
W mieście rozwinął się przemysł włókienniczy, samochodowy, maszynowy oraz metalowy.